# Карен Ро
Карен Ро је измишљени лик из америчке телевизијске серије „Три Хил“, којег игра америчка глумица Моира Кели.
Карен је Лукасова мајка и бивша власница малог кафеа. Када ју је Ден Скот оставио, била је приморана да подиже Лукаса као самохрана мајка. Након Китове смрти, Карен рађа његово дете, а касније са кћерком и Ендијем одлази на пут око света.